# 11 de novembro
11 de novembro é o 315.º dia do ano no calendário gregoriano (316.º em anos bissextos). Faltam 50 dias para acabar o ano.

## Eventos históricos

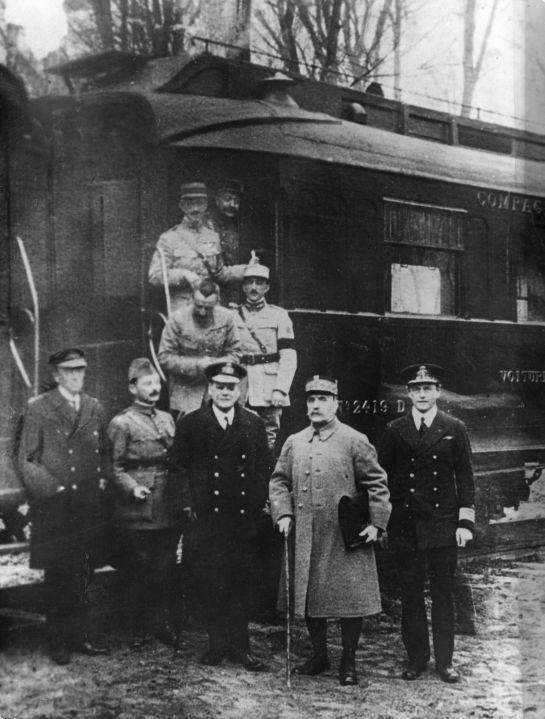
1918: Armistício de Compiègne

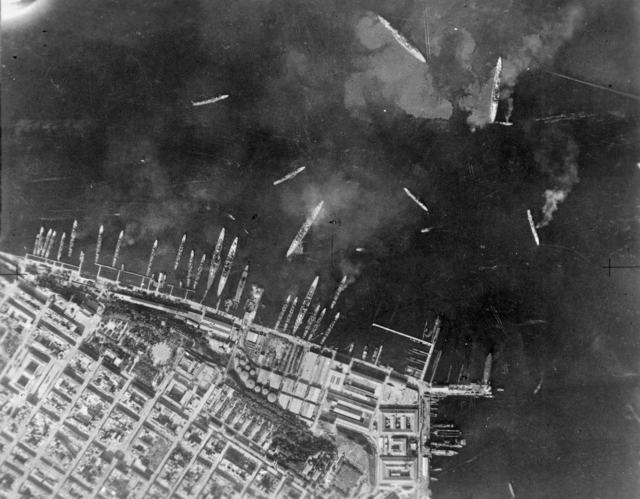
1940: Batalha de Tarento

- 0308 — Conferência de Carnunto: com o intuito de pacificar o Império Romano, os líderes da tetrarquia declaram Magêncio como Augusto e, Constantino, seu rival, como César (imperador menor da Bretanha e da Gália).
- 1028 — Imperador Constantino VIII morre, encerrando seu reinado ininterrupto de 66 anos como imperador ou coimperador do Império Romano Oriental.
- 1100 — Rei Henrique I da Inglaterra casa-se com Edite da Escócia, filha do Rei Malcolm III da Escócia e descendente direta do rei Edmundo I de Inglaterra.
- 1215 — O Quarto Concílio de Latrão se reúne, definindo a doutrina da transubstanciação, o processo pelo qual o pão e o vinho, por essa doutrina, dizem transformar-se no corpo e no sangue de Cristo.
- 1417 — O Concílio de Constança elege Oddo Colonna como Papa Martinho V, pondo fim ao Grande Cisma do Ocidente.
- 1500 — Tratado de Granada: Luís XII de França e Fernando II de Aragão concordam em dividir o Reino de Nápoles entre eles.
- 1572 — Tycho Brahe observa a supernova SN 1572.
- 1620 — O Pacto do Mayflower é assinado pelos primeiros colonos ingleses a chegarem no que é hoje Provincetown Harbor, perto do Cabo Cod, na costa leste dos atuais Estados Unidos.
- 1630 — Dia dos Logrados no Palácio de Versalhes.
- 1673 — Segunda Batalha de Khotyn na Ucrânia: as forças da República das Duas Nações sob o comando de Jan Sobieski derrotam o exército otomano. Nesta batalha, foguetes feitos por Kazimierz Siemienowicz são usados com sucesso.
- 1675 — Gottfried Wilhelm Leibniz demonstra o cálculo integral pela primeira vez para determinar a área sob o gráfico de y = ƒ (x).
- 1750 — Revoltas eclodem em Lhasa após o assassinato do regente tibetano.
- 1799 — Alexander von Humboldt observa uma extraordinária chuva de meteoros (as Leônidas), que constitui o ponto inicial da percepção da periodicidade do fenômeno.
- 1805 — Guerras Napoleônicas: Batalha de Dürenstein: oito mil soldados franceses tentam retardar a retirada de uma força russa e austríaca muito superior.
- 1831 — Em Jerusalém, Virgínia, Nat Turner é enforcado após incitar uma violenta revolta de escravos.
- 1855 — Um poderoso terremoto ocorre em Edo, Japão, causando danos consideráveis na região de Kantō devido ao tremor e subsequentes incêndios. Teve um número de mortos de 7 000 a 10 000 pessoas e destruiu cerca de 14 000 edifícios.[1]
- 1864 — Guerra Civil Americana: o general William Tecumseh Sherman começa a incendiar Atlanta, em preparação para sua Marcha ao Mar.
- 1865 — Assinado o Tratado de Sinchula, pelo qual o Butão cede as áreas a leste do rio Tista à Companhia Britânica das Índias Orientais.
- 1880 — Ned Kelly, "fora-da-lei" australiano que foi mistificado pelo povo daquele país por ter desafiado as autoridades da Austrália colonial, é enforcado em Melbourne.
- 1887 — August Spies, Albert Parsons, Adolph Fischer e George Engel são executados como resultado da Revolta de Haymarket.
- 1889 — O Estado de Washington é admitido como o 42º estado dos Estados Unidos.
- 1918
  - Primeira Guerra Mundial: a Alemanha assina um acordo de armistício com os Aliados em um vagão na floresta de Compiègne. Inicia-se o período entreguerras.
  - Józef Piłsudski assume o poder militar supremo na Polônia - primeiro dia simbólico da Independência da Polônia.
  - O Imperador e Rei Carlos I da Áustria e IV da Hungria renuncia ao poder.
- 1919 — As forças letãs derrotam o Exército de Voluntários da Rússia Ocidental em Riga na Guerra de Independência da Letônia.
- 1923 — O então cabo Adolf Hitler é preso em Munique por alta traição por seu papel no Putsch da Cervejaria.
- 1930 — O número de patente US 1 781 541 é concedido a Albert Einstein e Leó Szilárd por sua invenção, o Refrigerador de Einstein.
- 1934 — Inaugurado o Santuário da Lembrança em Melbourne, Austrália.
- 1940 — Segunda Guerra Mundial: na Batalha de Tarento, a Marinha Real Britânica lança a primeira batalha naval totalmente combatida por aviões da história.
- 1941 — Inicia-se a produção do Jeep pela Willys Overland.
- 1942 — O parlamento turco aprova o Varlık Vergisi, um imposto de capital cobrado principalmente sobre cidadãos não muçulmanos com o objetivo não oficial de infligir ruína financeira a eles e acabar com sua proeminência na economia do país.
- 1955
  - Raízes do Golpe de 1964: golpe para evitar a posse do Presidente do Brasil Juscelino Kubitschek. O Cruzador Tamandaré tenta partir do Rio de Janeiro para Santos a fim de se integrar ao grupo de conspiradores. General Lott consegue neutralizar o ato de insubordinação. O presidente interino, Carlos Luz, foi afastado do cargo por estar a bordo do Tamandaré.
  - O então presidente do Senado Federal, Nereu Ramos, assume interinamente a presidência do Brasil.
- 1960 — Um golpe militar contra o presidente Ngo Dinh Diem, do Vietnã do Sul, é esmagado.
- 1965
  - O primeiro-ministro da Rodésia do Sul, Ian Smith, declara unilateralmente a independência da colônia como o Estado não reconhecido da Rodésia.
  - O voo 227 da United Air Lines cai no Aeroporto Internacional de Salt Lake City, matando 43 pessoas.[2]
- 1966 — Lançamento da última missão do Projeto Gemini: a Gemini XII.
- 1967 — Guerra do Vietnã: Em uma cerimônia de propaganda em Phnom Penh, no Camboja, três prisioneiros de guerra americanos são libertados pelos vietcongues e entregues ao ativista antiguerra da "nova esquerda" Tom Hayden.
- 1968
  - A República das Maldivas declara independência pela segunda vez.
  - Guerra do Vietnã: Início da Operação Commando Hunt. O objetivo é interditar tropas suprimentos na trilha Ho Chi Minh, passando pelo Laos até o Vietnã do Sul.
- 1972 — Guerra do Vietnã: Vietnamização: O Exército dos Estados Unidos entrega a enorme base militar de Long Binh para o Vietnã do Sul.
- 1975 — Independência de Angola. Agostinho Neto toma posse como o primeiro presidente de Angola.
- 1981 — Antígua e Barbuda são admitidas como Estados-membros das Nações Unidas.
- 1982 — O ônibus espacial Columbia é lançado do Centro Espacial Kennedy na STS-5, a primeira missão operacional do programa.
- 2000 — Desastre de Kaprun: cento e cinquenta e cinco esquiadores e praticantes de snowboard morrem quando um trem pega fogo em um túnel alpino em Kaprun, na Áustria.
- 2002 — Um Fokker F27 Friendship operando como o voo 585 da Laoag International Airlines cai na Baía de Manila logo após a decolagem do Aeroporto Internacional Ninoy Aquino, matando 19 pessoas.[3]
- 2004 — A Organização para a Libertação da Palestina confirma a morte de Yasser Arafat de causas não identificadas. Mahmoud Abbas é eleito presidente da OLP minutos depois.
- 2012 — Um forte terremoto de magnitude 6,8 atinge o norte da Birmânia, matando pelo menos 26 pessoas.[4]
- 2015 — Chacina da Grande Messejana: onze pessoas são assassinadas e sete ficam feridas em Fortaleza, Ceará, Brasil.
- 2022 — Guerra Russo-Ucraniana: Forças armadas ucranianas entram na cidade de Kherson após uma contraofensiva bem-sucedida de dois meses no sul.[5]

## Nascimentos

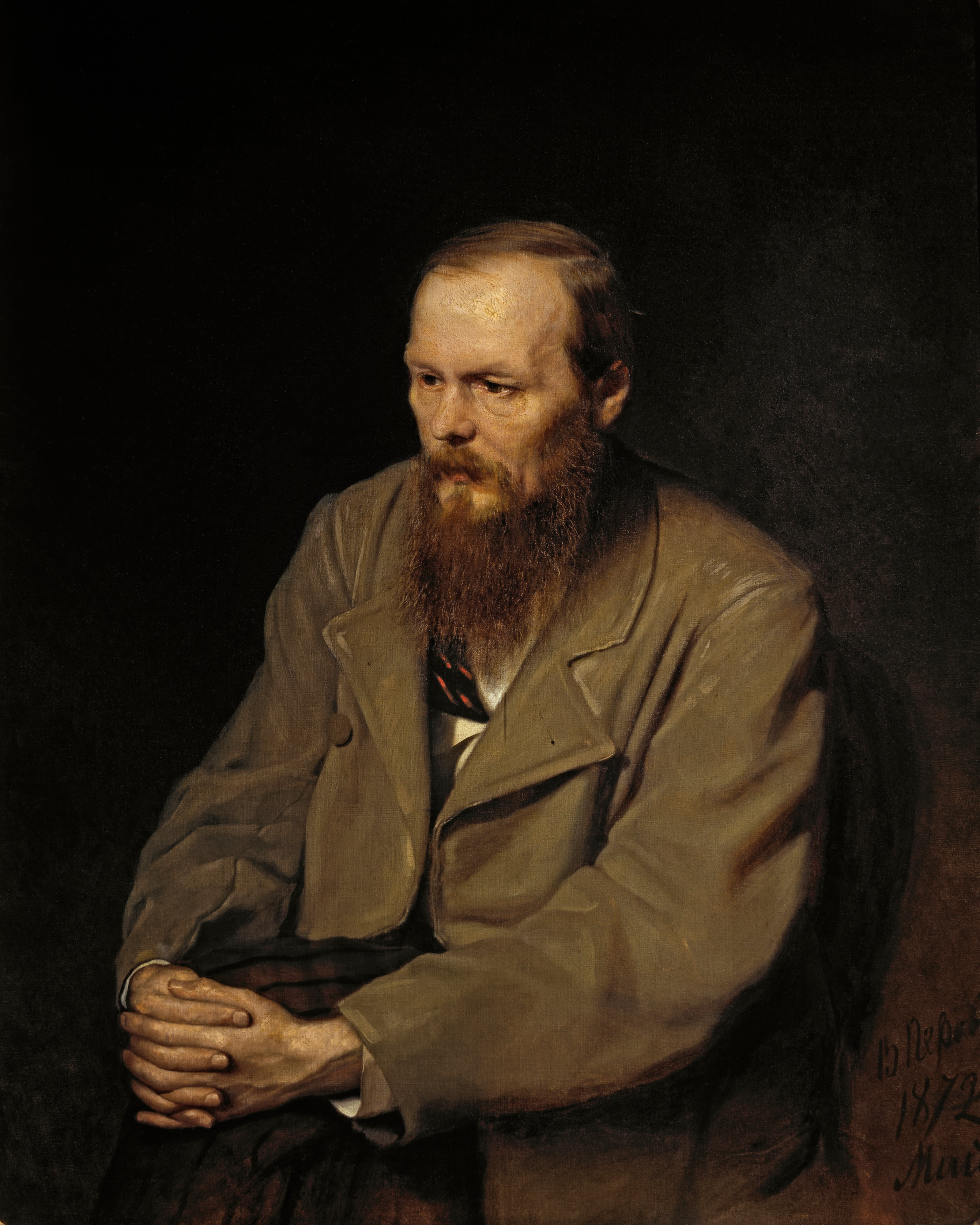
Fiódor Dostoiévski

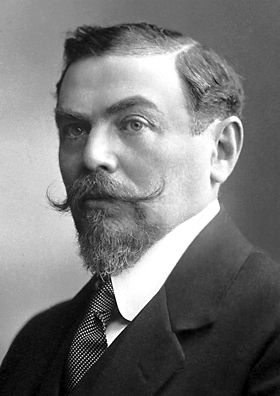
Alfred Hermann Fried

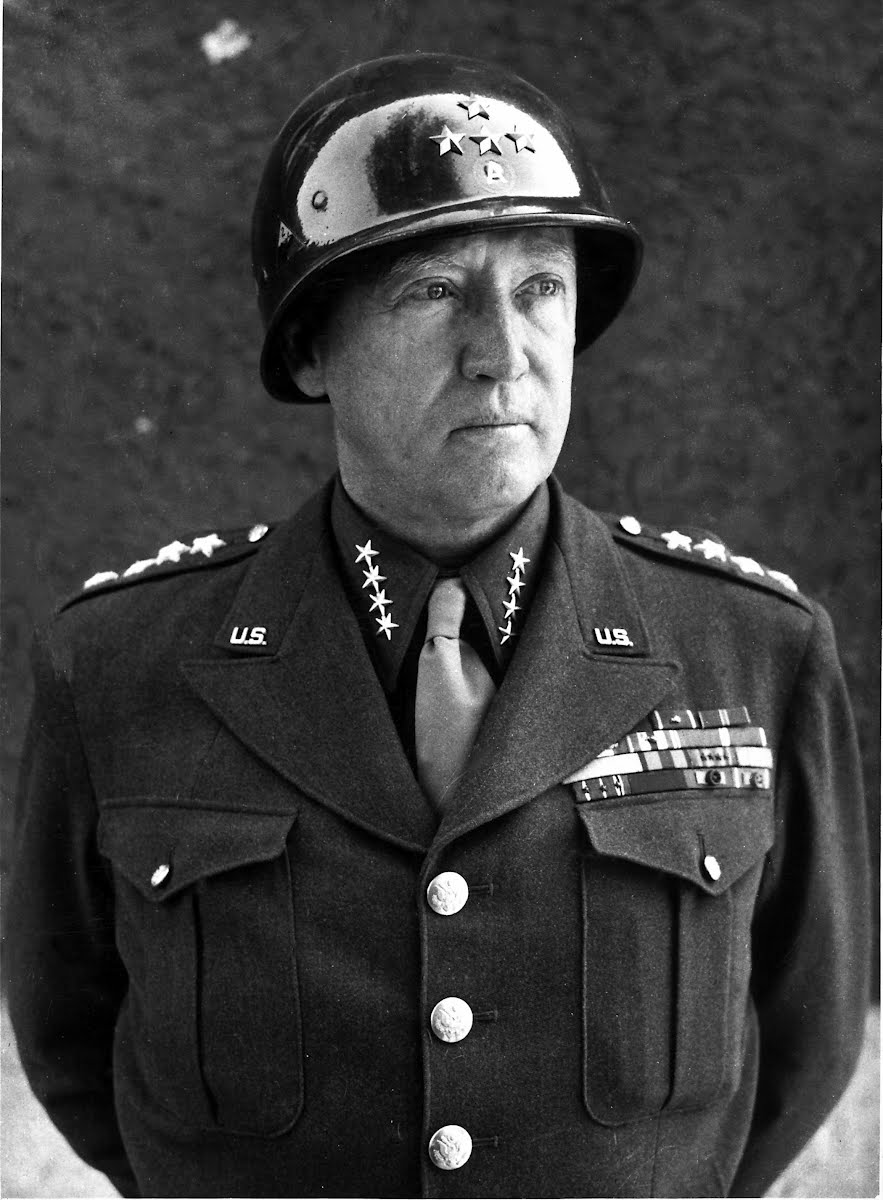
George S. Patton

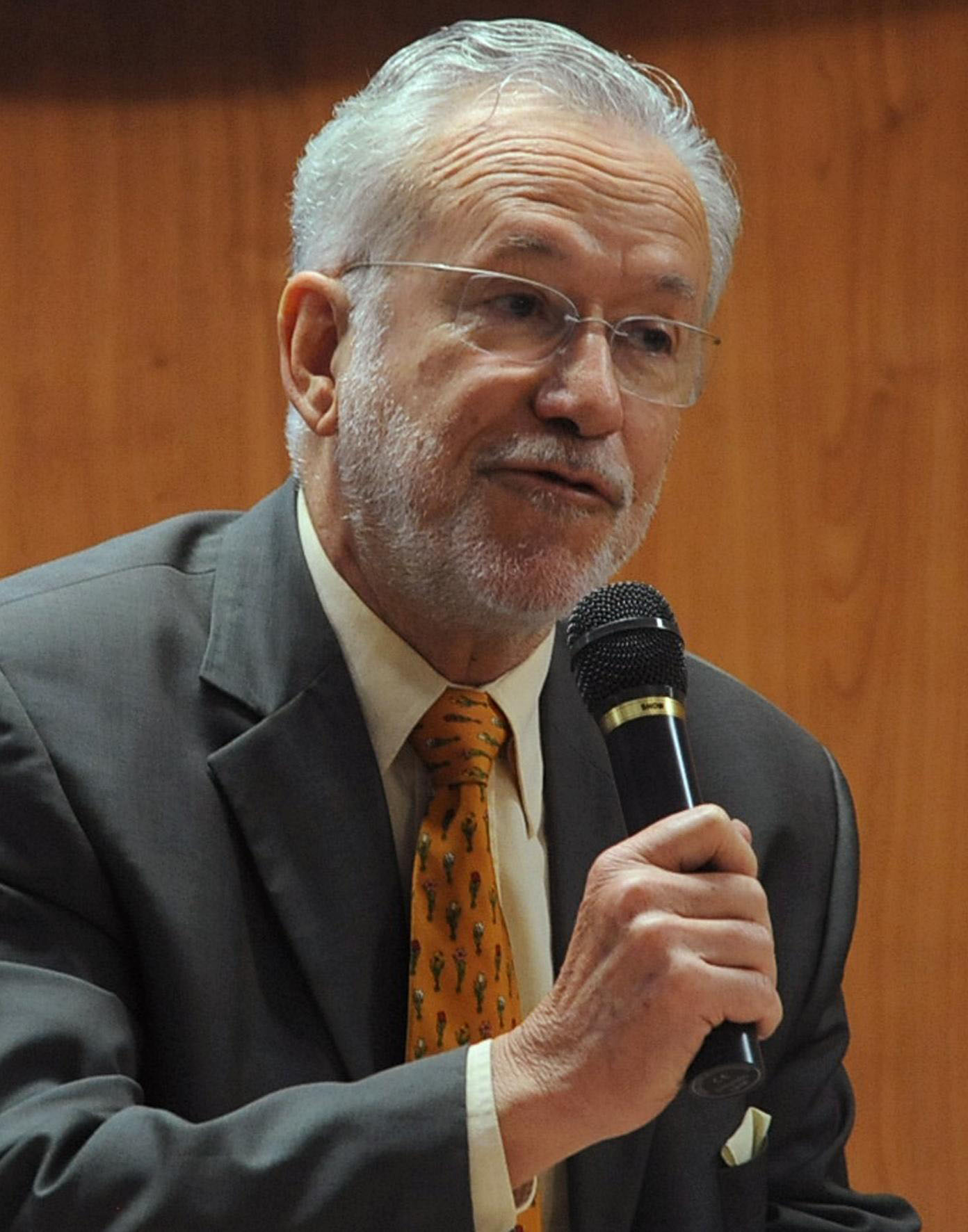
Alexandre Garcia

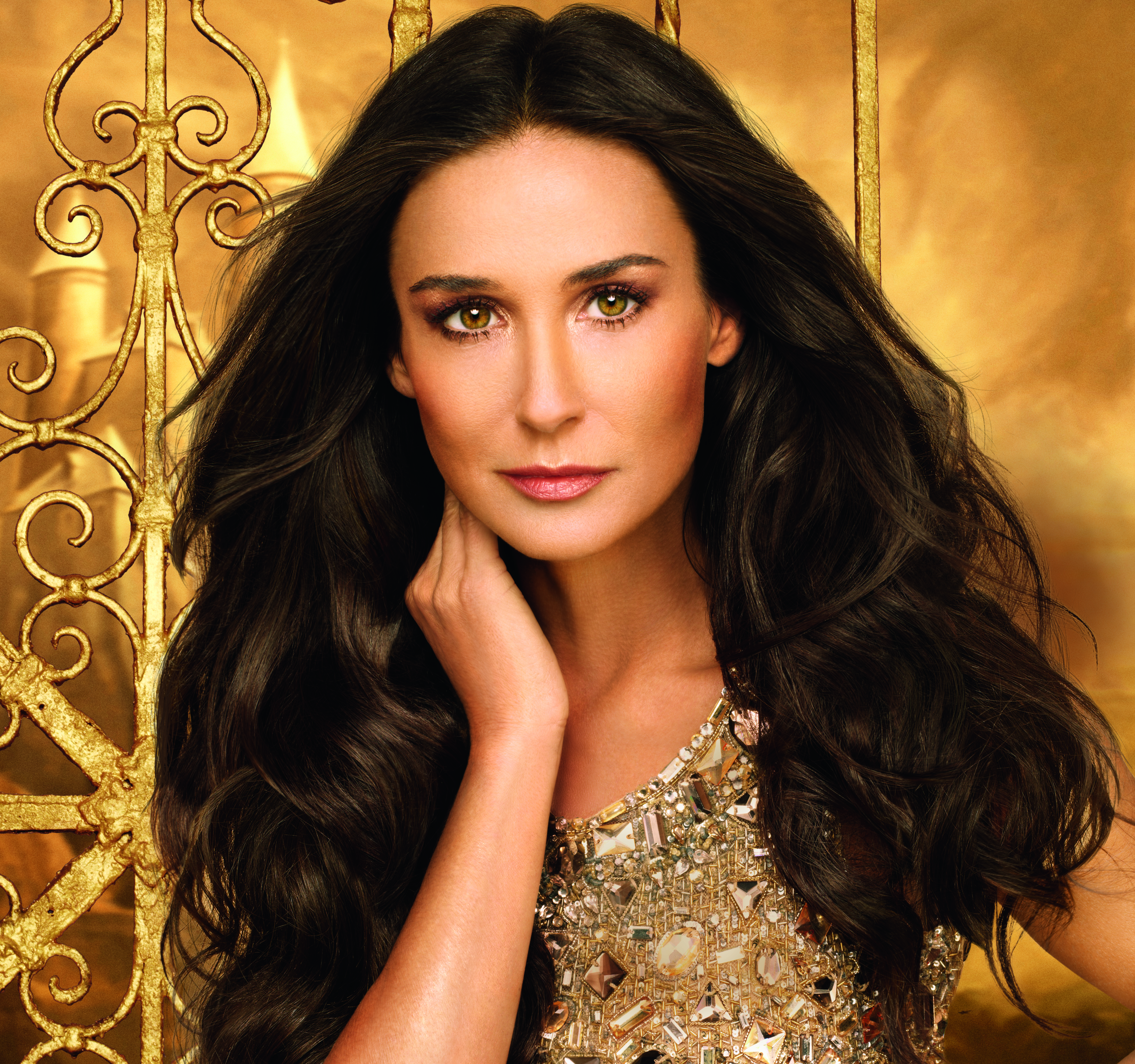
Demi Moore

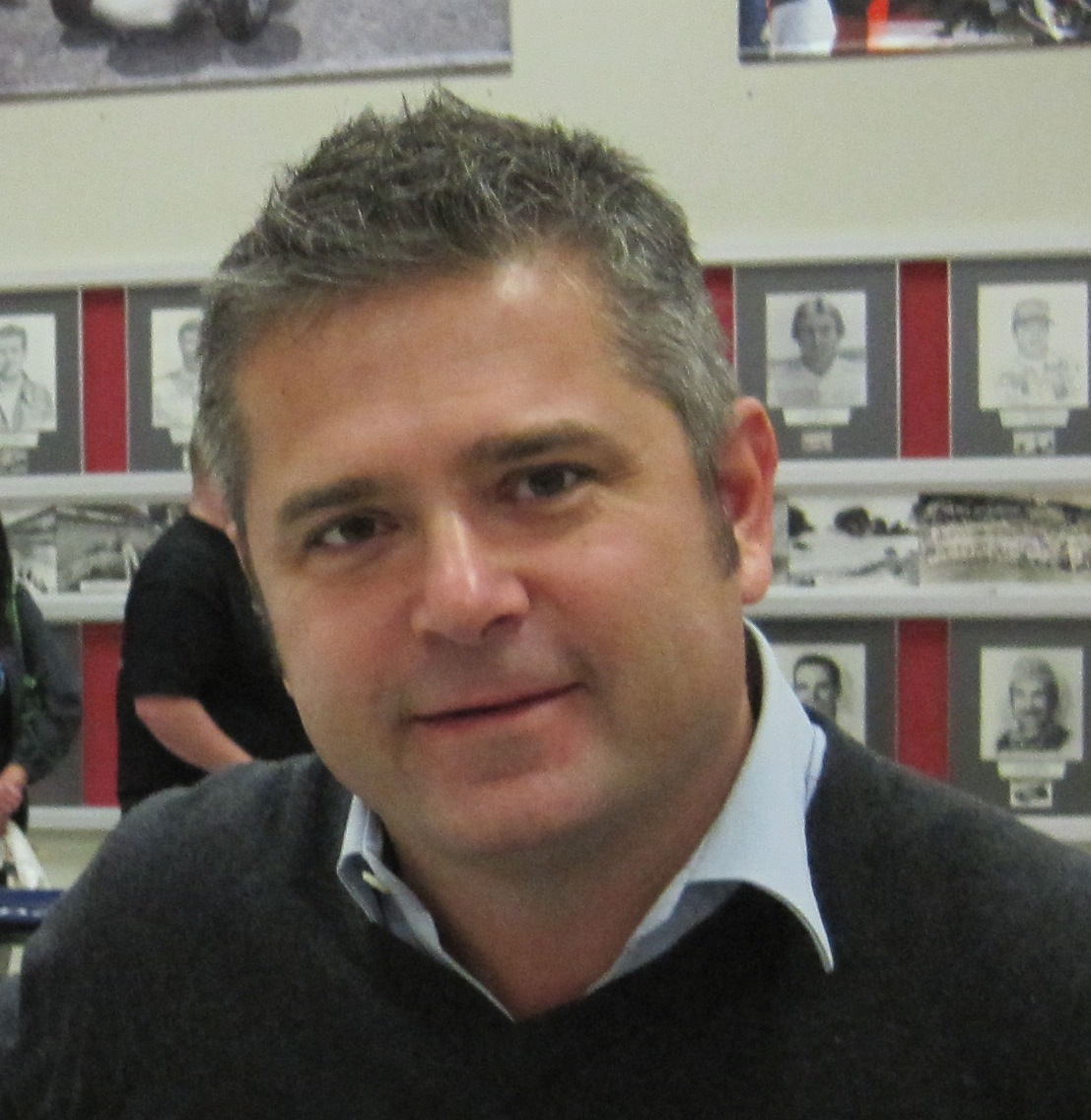
Gil de Ferran

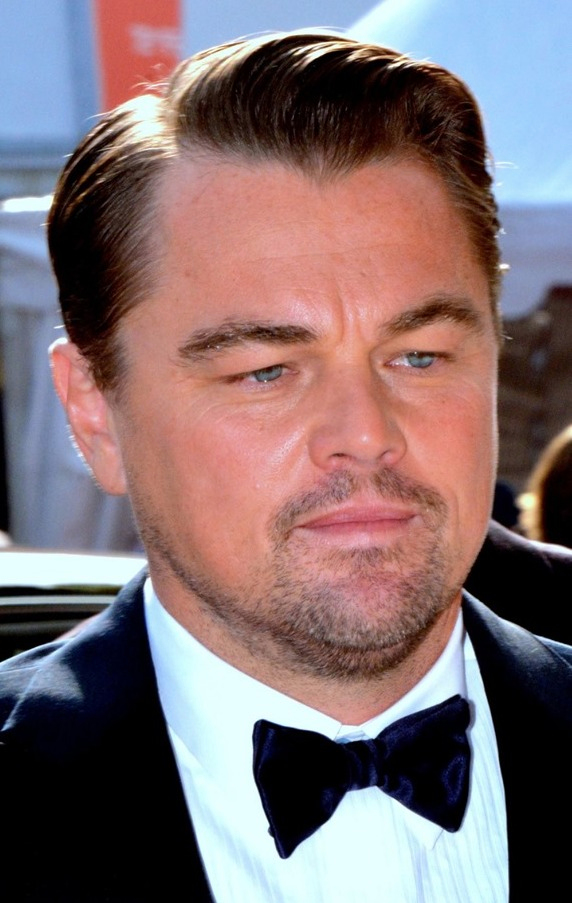
Leonardo DiCaprio

### Anteriores ao século XIX
- 0990 — Gisela da Suábia, rainha da Germânia (m. 1043).
- 1050 — Henrique IV do Sacro Império Romano-Germânico (m. 1106).
- 1154 — Sancho I de Portugal (m. 1211).
- 1155 — Afonso VIII de Castela (m. 1214).
- 1220 — Afonso III de Poitiers (m. 1271).
- 1441 — Carlota de Saboia, rainha de França (m. 1483).
- 1569 — Martin Ruland, o Jovem, médico e alquimista alemã (m. 1611).
- 1579 — Frans Snyders, pintor flamengo (m. 1657).
- 1633 — George Savile, nobre e político inglês (m. 1695).
- 1642 — André-Charles Boulle, mestre de marqueteria francês (m. 1732).
- 1668 — Johann Albert Fabricius, escritor alemão (m. 1736).
- 1743 — Carl Peter Thunberg, botânico sueco (m. 1828).
- 1748 — Carlos IV de Espanha (m. 1819).
- 1791 — Josef Munzinger, político suíço (m. 1855).

### Século XIX
- 1811 — Ulrich Ochsenbein, político suíço (m. 1890).
- 1821 — Fiódor Dostoiévski, escritor russo (m. 1881).
- 1834
  - Franz Steindachner, zoólogo alemão (m. 1919).
  - Léon Vaillant, zoólogo francês (m. 1914).
- 1836 — Thomas Bailey Aldrich, escritor e dramaturgo estadunidense (m. 1907).
- 1837 — Artur Grottger, pintor e designer gráfico polonês (m. 1867).
- 1845 — Jules Guesde, político e jornalista francês (m. 1922).
- 1846 — Anna Katharine Green, poetisa estadunidense (m. 1935).
- 1850 — António da Silva Porto, pintor português (m. 1893).
- 1852 — Franz Conrad von Hötzendorf, militar austríaco (m. 1925).
- 1855 — Mouzinho de Albuquerque, militar português (m. 1902).
- 1863 — Paul Signac, pintor francês (m. 1935).
- 1864 — Alfred Hermann Fried, jornalista e ativista austríaco (m. 1921).
- 1869 — Vítor Emanuel III da Itália (m. 1947).
- 1872 — Frederick Stock, maestro e compositor alemão (m. 1942).
- 1882 — Gustavo VI Adolfo da Suécia (m. 1973).
- 1883 — Ernest Ansermet, maestro suíço (m. 1969).
- 1885 — George S. Patton, general estadunidense (m. 1945).
- 1888
  - Johannes Itten, pintor e escritor suíço (m. 1967).
  - Abul Kalam Azad, político indiano (m. 1958).
- 1890 — Otto Parschau, aviador alemão (m. 1916).
- 1891 — Jan Mukařovský, teórico e crítico literário tcheco (m. 1975).
- 1893 — Paul van Zeeland, político belga (m. 1973).
- 1894
  - Beverly Bayne, atriz estadunidense (m. 1982).
  - Georges Gurvitch, sociólogo e jurista russo (m. 1965).
- 1898
  - René Clair, ator, produtor, cineasta e roteirista francês (m. 1981).
  - Hugo Enomiya-Lassalle, religioso alemão (m. 1990).

### Século XX

#### 1901–1950
- 1903 — Hermanni Pihlajamäki, lutador finlandês (m. 1982).
- 1904
  - Benedicto Lopes, automobilista brasileiro (m. 1989).
  - John Henry Constantine Whitehead, matemático britânico (m. 1960).
  - Alger Hiss, jurista e espião estadunidense (m. 1996).
- 1905
  - Otto Kirchheimer, jurista alemão (m. 1965).
  - Charles Borah, velocista estadunidense (m. 1980).
- 1907 — Raymond Abellio, escritor e filósofo francês (m. 1986).
- 1909
  - Robert Ryan, ator estadunidense (m. 1973).
  - Charles Rampelberg, ciclista francês (m. 1982).
  - Piero Scotti, automobilista italiano (m. 1976).
- 1910
  - Antônio Nássara, compositor brasileiro (m. 1996).
  - Carlos Volante, futebolista e treinador de futebol argentino (m. 1987).
- 1911 — Patric Knowles, ator britânico (m. 1995).
- 1914
  - Victor Nunes Leal, jurista brasileiro (m. 1985).
  - Howard Fast, escritor e roteirista estadunidense (m. 2003).
- 1915 — Anna Schwartz, economista estadunidense (m. 2012).
- 1916 — Robert Carr, engenheiro e político britânico (m. 2012).
- 1917 — Abram Hoffer, psiquatra canadense (m. 2009).
- 1921
  - Ron Greenwood, futebolista e treinador de futebol britânico (m. 2006).
  - Manuel Raimundo Pais de Almeida, dirigente esportivo brasileiro (m. 2014).
- 1922
  - George Blake, espião britânico (m. 2020).
  - Kurt Vonnegut, militar e escritor estadunidense (m. 2007).
  - Abdullahi Issa, político somali (m. 1988).
- 1923 — Alberto Aparicio, futebolista boliviano (m. ?).
- 1925
  - Jonathan Winters, ator, roteirista e comediante estadunidense (m. 2013).
  - Kalle Svensson, futebolista sueco (m. 2000).
  - Arne Månsson, futebolista sueco (m. 2003).
- 1926
  - Noah Gordon, escritor estadunidense (m. 2021).
  - Maria Teresa de Filippis, automobilista italiana (m. 2016).
- 1928 — Carlos Fuentes, escritor mexicano (m. 2012).
- 1929 — Hans Magnus Enzensberger, poeta e escritor alemão (m. 2022).
- 1930
  - Affonso Arinos de Mello Franco, diplomata, escritor e político brasileiro (m. 2020).
  - Hugh Everett III, físico estadunidense (m. 1982).
- 1931
  - Pete Stark, político estadunidense (m. 2020).
  - Thomas Shardelow, ciclista sul-africano (m. 2019).
- 1932
  - Zé Katimba, sambista brasileiro.
  - Milton Pessanha, futebolista brasileiro (m. 1993).
- 1933 — Keiko Ikeda, ginasta japonesa (m. 2023).
- 1935 — Bibi Andersson, atriz sueca (m. 2019).
- 1936 — Susan Kohner, atriz estadunidense.
- 1937 — Vittorio Brambilla, automobilista italiano (m. 2001).
- 1940
  - Louis Pilot, futebolista e treinador de futebol luxemburguês (m. 2016).
  - Antônio Pedro, ator brasileiro (m. 2023).
  - Alexandre Garcia, jornalista brasileiro.
- 1941
  - Jorge Solari, ex-futebolista e treinador de futebol argentino.
  - Fernando Ribeiro de Mello, editor e declamador de poesias português (m. 1992).
- 1944 — Tore Berger, ex-canoísta norueguês.
- 1945
  - Daniel Ortega, político nicaraguense.
  - Chris Dreja, guitarrista britânico.
  - José Silvério, locutor esportivo brasileiro.
- 1946 — Valtencir, futebolista brasileiro (m. 1978).
- 1948
  - Vincent Schiavelli, ator estadunidense (m. 2005).
  - Aleksandr Baryshnikov, atleta russo (m. 2024).
  - Al Holbert, automobilista estadunidense (m. 1988).
- 1950
  - Pedro Pompilio, dirigente esportivo argentino (m. 2008).
  - Rex Sellers, ex-velejador neozelandês.

#### 1951–2000
- 1951
  - Bill Moseley, ator, cantor e produtor musical estadunidense.
  - Zoltán Bakó, ex-canoísta húngaro.
- 1952
  - Saulo Laranjeira, ator, compositor e humorista brasileiro.
  - Kama Sywor Kamanda, poeta e romancista congolês.
- 1955 — Jigme Singye Wangchuck, ex-rei butanês.
- 1956
  - José Luis Brown, futebolista e treinador de futebol argentino (m. 2019).
  - Edgar Lungu, advogado e político zambiano.
- 1958
  - Luz Casal, cantora e compositora espanhola.
  - Anatoly Yarkin, ex-ciclista ucraniano.
- 1959 — Ágata, cantora portuguesa.
- 1960
  - Stanley Tucci, ator e diretor estadunidense.
  - Marcel Koller, ex-futebolista e treinador de futebol suíço.
- 1961
  - Milton Luiz de Souza Filho, ex-futebolista brasileiro.
  - Gary Mills, ex-futebolista e treinador de futebol britânico.
  - Tonči Gabrić, futebolista e treinador de futebol croata (m. 2024).
- 1962 — Demi Moore, atriz estadunidense.
- 1963
  - Billy Gunn, wrestler estadunidense.
  - Jevetta Steele, cantora estadunidense.
  - Paul John James, ex-futebolista canadense.
- 1964 — Calista Flockhart, atriz estadunidense.
- 1965
  - Max Mutchnick, roteirista e produtor de cinema estadunidense.
  - Stefan Schwarzmann, baterista alemão.
- 1966
  - Peaches, cantora, compositora e produtora musical canadense.
  - Benedicta Boccoli, atriz italiana.
- 1967
  - Gil de Ferran, automobilista brasileiro (m. 2023).
  - Frank John Hughes, ator estadunidense.
- 1968
  - Diego Fuser, ex-futebolista italiano.
  - Kim Young-ha, escritor sul-coreano.
- 1969 — Rubén Ruiz Díaz, ex-futebolista paraguaio.
- 1970 — Fahad Al-Mehallel, ex-futebolista saudita.
- 1971
  - David DeLuise, ator estadunidense.
  - Alexander Echenique, ex-futebolista venezuelano.
- 1972
  - Adam Beach, ator canadense.
  - Alessia Marcuzzi, ex-modelo, apresentadora e atriz italiana.
  - Tyler Christopher, ator estadunidense (m. 2023).
- 1974
  - Leonardo DiCaprio, ator estadunidense.
  - Bruce Gomlevsky, ator brasileiro.
  - Jon B, cantor, compositor e produtor musical estadunidense.
  - Ricardo Soares, ex-futebolista e treinador de futebol português.
- 1975
  - Angélica Vale, atriz e cantora mexicana.
  - Gláucio, ex-futebolista brasileiro.
  - Gregory Wiseman, astronauta estadunidense.
  - Jon-Adrian Velazquez, ativista e ator estadunidense.
- 1977
  - Jeovânio, ex-futebolista brasileiro.
  - Maniche, ex-futebolista português.
  - MC Marcinho, cantor brasileiro (m. 2023).
- 1978
  - Jevgēņijs Saproņenko, ex-ginasta letão.
  - Mauricio Sabillón, ex-futebolista hondurenho.
- 1980
  - Lobke Berkhout, velejadora neerlandesa.
  - Dick Lövgren, músico sueco.
- 1981
  - Natalie Glebova, modelo canadense.
  - Bruno Fogaça, ex-futebolista brasileiro.
  - Guilherme, Grão-Duque Herdeiro de Luxemburgo.
- 1983
  - Telmário de Araújo Sacramento, ex-futebolista brasileiro.
  - Philipp Lahm, ex-futebolista alemão.
  - Kristal Marshall, modelo, wrestler e atriz estadunidense.
  - Arouna Koné, ex-futebolista marfinense.
  - Betão, ex-futebolista brasileiro.
- 1984
  - Birkir Sævarsson, futebolista islandês.
  - Chris Beath, árbitro de futebol australiano.
- 1985
  - Dwain Murphy, ator estadunidense.
  - Luton Shelton, futebolista jamaicano (m. 2021).
- 1986
  - Gilbert Meriel, futebolista taitiano.
  - Rafael de la Fuente, ator e cantor venezuelano.
- 1987
  - Ernandes, futebolista brasileiro.
  - Ludi Lin, ator canadense-chinês.
  - Jarzinho Pieter, futebolista curaçauense (m. 2019).
  - Cauê Moura, youtuber brasileiro.
- 1988
  - Kyle Naughton, futebolista britânico.
  - Franc Veliu, futebolista albanês.
- 1989
  - Stephanie Gardner, patinadora artística brasileira.
  - Ibai Gómez, futebolista espanhol.
  - Reina Tanaka, cantora e atriz japonesa.
  - Zargo Touré, futebolista senegalês.
  - Radu Albot, tenista moldávio.
  - Thiago de Los Reyes, ator brasileiro.
  - Darryl Lachman, futebolista neerlandês.
- 1990
  - Georginio Wijnaldum, futebolista neerlandês.
  - Romeo Parkes, futebolista jamaicano.
  - Tom Dumoulin, ex-ciclista neerlandês.
- 1991
  - Christa B. Allen, atriz estadunidense.
  - Salvador Agra, futebolista português.
- 1992
  - Bruna Linzmeyer, atriz brasileira.
  - Abdul Razak, futebolista marfinense.
  - Clemens Rehbein, músico alemão.
- 1993 — Jamaal Lascelles, futebolista britânico.
- 1994
  - MC Livinho, cantor e compositor brasileiro.
  - Haeryung, cantora e atriz sul-coreana.
- 1996
  - Gianluca Gaudino, futebolista alemão.
  - Tye Sheridan, ator estadunidense.
  - Jefferson Savarino, futebolista venezuelano.
  - Robin Le Normand, futebolista franco-espanhol.
- 1997 — Rayssa Bratillieri, atriz brasileira.
- 1998
  - Callum Ilott, automobilista britânico.
  - Liudmila Samsonova, tenista russa.
- 1999
  - Antonio Leal, atuário brasileiro.
  - Emma González, ativista estadunidense.
  - Lomon, ator e modelo usbequistanese-sul-coreano.
- 2000
  - Guilherme Madruga, futebolista brasileiro.
  - Fernanda de Goeij, nadadora brasileira.

### Século XXI
- 2005 — Ben Doak, futebolista britânico.

## Mortes

### Anteriores ao século XIX
- 0405 — Arsácio de Tarso, arcebispo de Constantinopla (n. c. 324).
- 0865
  - Antônio, o Jovem, monge bizantino (n. 785).
  - Petronas, o Patrício, general bizantino (n. ?).
- 0970 — Fujiwara no Arihira (n. 892).
- 1028 — Constantino VIII, imperador bizantino (n. 960).
- 1089 — Pedro Igneus, monge italiano (n. ?).
- 1130 — Teresa de Leão (n. 1080).
- 1189 — Guilherme II da Sicília (n. 1155).
- 1285 — Pedro III de Aragão (n. 1239).
- 1331 — Estêvão Uresis III, rei da Sérvia (n. 1276).
- 1462 — Ana de Lusinhão, duquesa de Saboia (n. 1416).
- 1561 — Hans Tausen, reformador dinamarquês (n. 1494).

### Século XIX
- 1811 — Tenreiro Aranha, escritor brasileiro (n. 1769).
- 1831 — Nat Turner, escravo e líder (n. 1800).
- 1855
  - Vincenza Maria Poloni, freira católica italiana (n. 1802).
  - Søren Kierkegaard, filósofo dinamarquês (n. 1813).
- 1861 — Pedro V de Portugal (n. 1837).
- 1880
  - Lucretia Mott, ativista estadunidense (n. 1793).
  - Ned Kelly, criminoso australiano
- 1884 — Alfred Edmund Brehm, zoólogo e escritor alemão (n. 1829).

### Século XX
- 1906 — Henry Martyn Baird, historiador e educador norte-americano (n. 1832).
- 1917 — Liliuokalani, última rainha havaiana (n. 1838).
- 1919 — Eduardo das Neves, compositor e violonista brasileiro (n. 1874).
- 1958 — André Bazin, crítico e teórico de cinema francês (n. 1918).
- 1971 — Josephine Dillon, atriz e professora de atuação estadunidense (n. 1884).
- 1973 — Artturi Ilmari Virtanen, químico finlandês (n. 1895).
- 1984 — Mário Eugênio Rafael de Oliveira, jornalista brasileiro (n. 1953).
- 1990 — Attilio Demaría, futebolista ítalo-argentino (n. 1909).
- 1995 — Nhá Barbina, humorista brasileira (n. 1915).
- 1999 — Mary Kay Bergman, cantora e dubladora norte-americana (n. 1961).
- 2000 — James Morris Blaut, geógrafo marxista estadunidense (n. 1927).

### Século XXI
- 2004 — Yasser Arafat, político palestino (n. 1929).
- 2005 — Peter Drucker, escritor e consultor administrativo austríaco (n. 1909).
- 2007 — Delbert Mann, diretor de cinema norte-americano (n. 1920).
- 2009 — José Afonso Ribeiro, bispo católico brasileiro (n. 1929).
- 2012
  - Marcos Paulo, ator e diretor de televisão e cinema brasileiro (n. 1951).
  - Victor Mees, futebolista belga (n. 1927).
- 2013 — Gaudêncio Thiago de Mello, compositor, arranjador e multi-instrumentista brasileiro (n. 1933).
- 2014 — Carol Ann Susi, atriz norte-americana (n. 1952).
- 2015 — Phil Taylor, baterista britânico (n. 1954).
- 2020 — Carlos Campos, futebolista chileno (n. 1937).
- 2021 — Cristiana Lôbo, jornalista brasileira (n. 1957).
- 2022 — John Aniston,  ator de cinema e televisão greco-americano (n. 1933).
- 2023 — Leonardo Dantas Silva, historiador brasileiro (n. 1945).
- 2024 — José Viana dos Santos, político brasileiro (n. 1928).

## Feriados e eventos cíclicos

### Internacional
- Dia da lembrança (Canadá).
- Dia dos Veteranos (Estados Unidos).
- Dia do Armistício da Primeira Guerra Mundial (França).
- Dia da Independência (Polônia)

### Lusofonia

#### Angola
- Dia da Independência

#### Brasil
- Feriado de Emancipação política no município de Areia Branca, Sergipe.
- Aniversário de Emancipação político-administrativa do município de Naviraí, Mato Grosso do Sul.
- Aniversário do município de Massaranduba, Santa Catarina.
- Aniversário do município de Mangaratiba, Rio de Janeiro.

#### Portugal
- Feriado municipal em Alijó, Mêda, Penafiel, Pombal e Torres Vedras.

### Cristianismo
- Martinho de Tours
- Menas de Niciu
- Mercúrio de Cesareia
- Søren Kierkegaard
- Teodoro Estudita
- Vincenza Maria Poloni

## Outros calendários
- No calendário romano era o 3.º dia (III) antes dos idos de novembro.
- No calendário litúrgico tem a letra dominical G para o dia da semana.
- No calendário gregoriano a epacta do dia é xi.